# Ancora un po'
Ancora un po' è una canzone di Cesare Cremonini. È il quarto singolo estratto dal suo secondo album Maggese, pubblicato nel 2005.
Cremonini ha dichiarato di aver scritto il testo di Ancora un po' a Los Angeles dopo una notte passata per i locali notturni e con il desiderio di trasporre le sensazioni provate in una canzone. Il ritmo del brano è serrato ed elettrico, completamente diverso dai suoi precedenti lavori. Il cantante ha eseguito per la prima volta il brano durante il "40 Special Studio", dove ha registrato un provino del brano. Nelle esecuzioni successive Cremonini non è più riuscito a trasmettere l'intensità provata la prima volta, così alla fine ha deciso di tenere nell'album, come versione definitiva del brano, proprio quella che doveva essere solo un provino di Ancora un po.

## Tracce
1. Ancora un po'
2. Rue de Rivoli